# Річард Альперт
Річард Альперт (англ. Richard Alpert, 6 квітня 1931, Бостон, Массачусетс — 22 грудня 2019, Мауї, Гаваї), більш знаний як Баба Рам Дасс (англ. Baba Ram Dass) — американський гуру, психолог і письменник. Автор бестселера «Будь тут і зараз» («Be Here Now»), що вийшов в 1971 році. В 1960-х роках, бувши професором психології Гарвардського університету, спілкувався з Тімоті Лірі і разом з ним проводив дослідження ефектів ЛСД, за що його позбавили професорського звання. Потім жив якийсь час в Індії, де навернувся в індуїзм, ставши учнем індуїстського садху Нім Каролі Баби.

## Біографія
Народився в Бостоні в єврейській сім'ї. Його батько, Джордж Альперт, був одним з успішний адвокатів Бостона, власником залізниці та засновником Брандейського університету. У Річарда Альперта було двоє старших братів.
Річард Альперт здобув ступінь бакалавра мистецтв Туфтського університету, ступінь магістра Веслианського університету і ступінь доктора філософії Стенфордського університету. З 1958 по 1963 рік викладав і проводив дослідження в Департаменті соціальних відносин Гарвардського університету. У Гарварді Річард Альперт тісно співпрацював з Тімоті Лірі. Разом вони провели безліч експериментів з ефектами ЛСД та інших психоделіків, через що в 1963 році обидва були звільнені з Університету. Пізніше, вони продовжили експерименти в стінах приватного будинку в Міллбруку. Разом з Тімоті Лірі і Ральфом Метцнером. Альперт є співавтором книги «Психоделічний досвід» — опису змінених станів свідомості на основі «Тибетської книги мертвих».
В 1967 році Альперт вирушив до Індії, де зайнявся практикою медитації і йоги. Після зустрічі з Нім Каролі Бабою, індуським садху з Уттар-Прадеш, він змінив своє ім'я на Рам Дасс, що на санскриті означає «слуга Рами». Починаючи з 1968 року експериментував з різними духовними практиками, такими як індуїзм, йога, суфізм. Книга Альперта «Будь тут і зараз» («Be here now») стала бестселером і привернула до нього суспільну увагу в 1971 році.
Після повернення в США Альперт заснував кілька організацій, присвячених просуванню духовного розвитку і розширенню свідомості. В 1974 році Альперт створив «Hanuman Foundation» («Фонд Хануман»), в якому було розвинуто багато проєктів, включаючи «Проєкт тюремного ашраму», метою якого була допомога ув'язненим у духовному зростанні протягом терміну позбавлення волі, і «Проєкт життя-смерть», який забезпечує підтримку свідомої смерті вмираючих.
Альперт також був співзасновником і членом правління Seva Foundation — міжнародної благодійної організації, присвяченої зменшенню страждання у світі. «Seva» підтримує програми, що допомагають, крім усього іншого, виліковувати сліпих в Індії і Непалі, відновлювати сільськогосподарське життя збіднілих сільських жителів Гватемали, розв'язувати проблеми північноамериканських індіанців, і привертати увагу до стану екології в США.
В лютому 1997 року Альперт переніс інсульт, який паралізував праву сторону його тіла і торкнувся його здатності говорити. Попри це, він продовжував викладати, писати та читати лекції.

## Книги
- Identification and Child Rearing / with R. Sears and L. Rau. — Stanford University Press, 1962.
- The Psychedelic Experience: A Manual Based on the Tibetan Book of the Dead / with Timothy Leary and Ralph Metzner. — 1964. — ISBN 0-8065-1652-6.
- LSD / with Sidney Cohen. — 1966. — ISBN 0-453-00120-3.
- Be Here Now. — 1971. — ISBN 0-517-54305-2.
- Doing Your Own Being. — 1973.
- The Only Dance There Is. — 1974. — ISBN 0-385-08413-7.
- Grist for the Mill / with Steven Levine. — 1977. — ISBN 0-89087-499-9.
- Journey of Awakening: A Meditator's Guidebook. — 1978. — ISBN 0-553-28572-6.
- Miracle of Love: Stories about Neem Karoli Baba. — 1979. — ISBN 0-525-47611-3.
- How Can I Help? Stories and Reflections on Service / with Paul Gorman. — 1985. — ISBN 0-394-72947-1.
- Compassion in Action: Setting Out on the Path of Service / with Mirabai Bush. — 1991. — ISBN 0-517-57635-X.
- Still Here: Embracing Aging, Changing and Dying. — 2000. — ISBN 1-57322-871-0.
- Paths to God: Living The Bhagavad Gita. — 2004. — ISBN 1-4000-5403-6.
- Be Love Now / with Rameshwar Das. — 2010. — ISBN 1-84604-291-7.
- Polishing the Mirror: How to Live from Your Spiritual Heart / with Rameshwar Das. — 2013. — ISBN 1-60407-967-3.

## Записи
- The Psychedelic Experience: A Manual Based on the Tibetan Book of the Dead (with Richard Alpert & Ralph Metzner) (1966) (reissued on CD in 2003 by Folkways)
- Here We All Are, a 3-LP set recorded live in Vancouver, BC in the summer of 1969.
- Love Serve Remember (1973), a six-album set of teachings, data, and spiritual songs (ZBS Foundation) (released in MP3 format, 2008)
- Cosmix (2008), a video enhanced CD of expressive Ram Dass messages mixed with the Down-under grooves of Australian DJ and performer Kriece, released on Waveform Records

## Фільми
- A Change of Heart (1991) — одногодинний документальний фільм, зустріч з Річардом Альпертом, показаний на багатьох PBS станціях. Під керівництвом Eric Taylor.
- Ram Dass Fierce Grace (2001) — бібліографічний документальний фільм про Річарда Альперта, зроблений Lemle Productions
- Ram Dass — Love Serve Remember (2010) — невеликий фільм під керівництвом V. Owen Bush, включений в додаткове видання електронної книги «Будь тут і зараз».